# General Health Questionnaire
Въпросникът "General Health Questionnaire(GHQ)", разработен от Голдберг, е психометричен скринингов инструмент за идентифициране на често срещани леки психиатрични разстройства в общата популация, амбулаторни пациенти или пациенти в непсихиатрични клиники и отделения.  Той е преведен и валидизиран за поне два езика освен английския (испански  и персийски.)
Въпросникът се състои от редица въпроси, всеки от които с четири точкова скала на Ликърт за отговор. Има версии с по 12, 28, 30 и 60 въпроса. Счита се за подходящ за употреба при възрастни и юноши, но не и за деца, и е достъпен след закупуване. 